# 2019 aux Tuvalu
Cet article présente les faits marquants de l'année 2019 aux Tuvalu.

## Évènements
- 16 août : Le sommet du Forum des Îles du Pacifique à Funafuti se clôt sur un désaccord entre les petits États insulaires en développement et l'Australie du Premier ministre Scott Morrison quant à l'approche à adopter face au réchauffement climatique[1],[2]. Sous l'impulsion des gouvernements vanuatais et tongien, le Forum s'accorde à exprimer son « inquiétude » quant à la situation des droits de l'homme dans la région indonésienne de Nouvelle-Guinée occidentale, et « encourage » l'Indonésie à permettre une visite du Haut-Commissariat des Nations unies aux droits de l'homme[3].
- 9 septembre : élections législatives. Dix jours plus tard, la nouvelle majorité parlementaire élit Kausea Natano au poste de Premier ministre, par dix voix contre six pour le Premier ministre sortant Enele Sopoaga[4].
- novembre : Le gouvernement tuvaluan rejette l'offre d'entreprises publiques chinoises de construire des îles artificielles pour aider les Tuvalu à faire face au changement climatique, en échange d'une rupture des relations diplomatiques tuvaluanes avec Taïwan[5].